# Rittberger
Der Rittberger ist ein Kantensprung beim Eiskunstlauf und beim Rollkunstlauf (Rollsport). Er verdankt seinen Namen dem mehrfachen deutschen Vize-Weltmeister Werner Rittberger, der den Sprung 1910 erfand. Im englischsprachigen Raum hat sich der Name „Rittberger“ nicht durchgesetzt, dort wird der Ausdruck „loop (jump)“ (Schleifensprung) verwendet.

## Durchführung
Der Läufer gleitet erst mit beiden Beinen rückwärts auf dem Eis. Dann verlagert er sein Gewicht auf das rechte Bein, das in der Rechtskurve fest ins Eis gepresst werden muss, um nicht abzurutschen. Schließlich springt der Läufer nach hinten ab und dreht sich einmal oder mehrfach um jeweils 360 Grad (einfacher, zweifacher, dreifacher oder vierfacher Rittberger). Der Rittberger wird auf jenem Bein gelandet, auf dem er abgesprungen wird.

## Geschichte
Den ersten dreifachen Rittberger bei den Männern stand Richard Button bei den Olympischen Spielen 1952 und bei den Frauen Gaby Seyfert im Jahr 1968. Éric Millot zeigte 1996 als Erster eine Dreifach-Rittberger-Dreifach-Rittberger-Kombination.
Am 30. September 2016 landete der Japaner Yuzuru Hanyu beim Autumn Classic International 2016 in Pierrefonds-Roxboro als erster Eiskunstläufer einen vierfachen Rittberger erfolgreich in einem internationalen Wettbewerb.